# 下条進一郎
下条 進一郎（しもじょう しんいちろう、旧字体：下條、1920年〈大正9年〉3月16日 - 2013年〈平成25年〉4月14日）は、日本の大蔵官僚、政治家。参議院議員。厚生大臣、参議院議院運営委員長、同国際平和協力等に関する特別委員長などを歴任した。位階は従三位。貴族的な風貌から「まろ」の通称で呼ばれていた。

## 来歴・人物
長野県松本市出身。下条康麿の長男。私立暁星小學校、武蔵高等学校、1944年 東京帝国大学法学部政治学科を卒業する。同年大蔵省に入省するが、太平洋戦争の激化に伴い海軍経理学校に入る。
太平洋戦争終戦後に復員し大蔵省に復帰。1947年4月 高等試験行政科に合格。同年5月 横須賀税務署長に就任する。その後、小石川税務署長に転じ、後に参議院きっての税制通としての基礎を作る。1951年 日本が国際復興開発銀行（IBRD、世界銀行）に加盟すると、同行に出向しワシントンに駐在する。帰国後、国際金融局企画課長、国際金融局総務課長兼国際金融局企画課長、国際金融局総務課長、東京税関長、1969年8月15日 大臣官房審議官（国際金融局担当）を経て、1970年6月25日 国税庁次長となり、1971年6月18日 日本銀行政策委員会大蔵省代表委員に就任する。
1972年 父康麿が社会政策を講義した縁のある日本大学法学部で講師として経済事情の講義を担当し、これは大蔵省退官後、参議院議員、厚相になっても続けられた。
退官後、1974年の第10回参議院議員通常選挙に長野県選挙区から立候補するが、地元に知名度がなく高級官僚出身の落下傘候補とみなされ落選する。3年後の1977年の第11回参議院議員通常選挙に自由民主党公認で再出馬し当選。以後3期務める。自民党では、大平派－鈴木派－宮沢派（宏池会）に所属する。その間、参議院農林水産委員長、商工委員長、議院運営委員長を歴任し、1990年2月 第2次海部改造内閣の厚生大臣に就任する。厚相としては、高齢化社会に備え、高齢者保健福祉十カ年戦略（ゴールドプラン）を策定。
PKO国会では参議院国際平和協力等に関する特別委員長に就任し、法案成立を推進した。その際、野党から牛歩戦術の一環として参議院本会議で同特別委員長問責決議案が提出された時に採決に13時間8分を要し、1回での投票時間の最長記録となった。
1995年の第17回参議院議員通常選挙では新進党結成による保守票の分散によって落選。1998年の第18回参議院議員通常選挙には無所属で立候補したが落選した。同年、勲一等瑞宝章を受章。
2013年4月14日、老衰のため、東京都内の病院で死去。93歳没。同日付で叙従三位。墓所は染井霊園。

## 家族・親族
父下条康麿は、内務官僚出身で、貴族院議員、参議院議員、文部大臣。夫人裕代は、初代経団連会長石川一郎の娘。鹿島建設社長、日本商工会議所会頭などを歴任した石川六郎は義兄に当たる。立憲民主党衆議院議員の下条みつ（光康）は次男。このほか、中曽根康弘、中曽根弘文、中曽根康隆などと縁戚関係にある。

## 略歴
- 1942年4月：東京帝国大学法学部政治学科に入学。
- 1943年12月：横須賀海兵団に入団。
- 1944年2月：海軍主計見習尉官。
- 1944年5月：大蔵省に入省。大蔵事務委託[2]。
- 1944年9月：東京帝国大学法学部政治学科卒業[2]。
- 1945年9月：海軍主計中尉。
- 1945年10月：予備役。
- 1945年10月：大臣官房企画課 兼 終戦連絡部[2]。
- 1946年2月2日：終戦連絡部。
- 1946年6月1日：特殊財務部。
- 1946年10月：終戦連絡部 兼 特殊財務部。
- 1947年4月：高等試験行政科に合格[2]。
- 1947年5月：横須賀税務署長。
- 1948年6月：小石川税務署長。
- 1948年10月：大臣官房。
- 1948年10月：文部大臣秘書官。
- 1949年3月：主税局 兼 大臣官房渉外課。
- 1950年5月：国税庁直税部。
- 1950年5月：横浜税関監視部次長。
- 1951年7月：主税局税関部調査統計課長補佐。
- 1953年7月：銀行局検査部金融検査官。
- 1953年7月：銀行局検査部金融検査官 兼 銀行局検査部審査課長補佐。
- 1954年7月：銀行局検査部金融検査官 兼 銀行局検査部管理課長補佐。
- 1955年4月：関東財務局理財部金融課長。
- 1956年9月：為替局企画課長補佐。
- 1957年9月：米国出張。
- 1958年4月：休職（世界銀行）。
- 1959年7月：大臣官房。
- 1959年8月：主税局税関部関税調査官。
- 1959年8月：経済企画庁総合計画局計画官。
- 1960年12月6日：管財局国有財産第三課長。
- 1963年5月20日：為替局資金課長。
- 1964年4月1日：国際金融局国際収支課長。
- 1964年7月6日：国際金融局企画課長。
- 1965年6月18日：国際金融局総務課長 兼 国際金融局企画課長。
- 1965年8月6日：国際金融局総務課長。
- 1967年8月4日：東京税関長。
- 1969年8月15日：大臣官房審議官（国際金融局担当）。
- 1970年6月25日：国税庁次長。
- 1971年6月18日：日本銀行政策委員会大蔵省代表委員。
- 1972年6月：退官。

## 系譜
下條家（長野県下伊那郡下條村、松本市）
曽祖父・通春は松本藩の御典医、祖父・鋼吉は医師。父・康麿は貴族院議員と文部大臣を務めた。
```
通春━━鋼吉━━康麿━━進一郎━━みつ

```